# Antoni Gaudí
Ctihodný Antoni Gaudí i Cornet (25. června 1852 Riudoms u Tarragony – 10. června 1926 Barcelona) byl katalánský architekt, představitel katalánského modernismu. Valná většina Gaudího staveb se nachází v hlavním městě Katalánska, v Barceloně. Mezi jeho nejznámější díla patří chrám Sagrada Familia.

## Tvorba
Gaudího návrhy jsou charakteristické jedinečnou osobitostí a důrazem na detail: velice často do svých plánů zahrnoval propracované mozaiky, vitráže, keramiku nebo tesařské a kovářské výrobky. Zároveň zavedl i nové techniky zpracování těchto materiálů, jako například metodu trencadís, tvorbu barevných mozaik z keramických střepů.
Antoni Gaudí byl součástí katalánského modernistického hnutí, které dosahovalo největšího vlivu na přelomu 19. a 20. století, v mnohém však klasické modernistické tendence přesahoval. Jeho styl byl inspirován přírodními tvary a orientálními technikami. Své složité návrhy málokdy kreslil na papír, mnohem raději tvořil propracované trojrozměrné modely staveb, jejich částí a složité výzdoby. Pro jeho tvorbu jsou typické parabolické oblouky a dokonalá konstrukční řešení ve spojení s originální uměleckou imaginací. Gaudí vynikal rovněž jako designer interiérů. Většinu svých budov zdobil osobně, od nábytku až po nejmenší detaily.
Jeho architektonická tvorba prošla zhruba třemi vývojovými stupni 
- orientální styl – inspirovaný maurskými památkami ve Španělsku a uměním Středního a Dálného východu. Na výzdobu používal keramické dlaždice s květy a listy, sloupy z cihel, maurské oblouky a věže. Patří sem např. Casa Vicens nebo Casa El Capricho.
- gotické období – vycházel ze středověkého gotického umění, ale s osobitým konstrukčním řešením založeným na znalosti fraktální geometrie. Funkci opěrných oblouků převzaly rozvětvené nakloněné pilíře. Je reprezentováno hlavně díly mimo Barcelonu, např. nerealizovaný projekt katolické mise v Tangeru, budovy v Astorze a Leónu.
- naturalisticko-secesní styl – zdokonalil svůj osobní styl inspirovaný organickými tvary přírody a nápaditou ornamentální výzdobou, strukturálním bohatstvím tvarů a objemů. Bylo zahájeno pracemi na Guellově parku.

Mnoho Gaudího projektů zůstalo nerealizovaných, jiné zakázky byly realizovány jen částečně.
Gaudího tvorba se dodnes těší oblibě široké veřejnosti a obdivu současných architektů. Chrám Sagrada Família, zatím stále ve výstavbě, je nejnavštěvovanější architektonickou památkou celého Španělska. Mezi lety 1984 a 2005 bylo sedm Gaudího staveb připsaných na seznam světového dědictví UNESCO.

## Životopis
Gaudí se narodil roku 1852 v Reus jako páté dítě Francescovi Gaudímu i Serra (povoláním kovotepec) a jeho manželce Antonii Cornetové i Bertran. V dětství byl často nemocný. Po plicní infekci se u něho vyvinula revmatoidní artritida, následkem které občas ani nemohl chodit.
Školní docházku zahájil v obecné škole Rafaela Palaua. Brzy pak přešel do malé podkrovní školy založené Franciscem Berenguerem a od roku 1863 pak až do roku 1868 studoval v církevní škole Colegio de los Padres Escolapios. Ve škole byl průměrným žákem, jediný předmět, ve kterém vynikal, byla geometrie. Již od mládí byl zaujat přírodou, což se projevuje v jeho tvorbě v podobě balkónů připomínajících chaluhy (Casa Mila), sloupů připomínajících stromy (Güellův park) ap.
Roku 1869 odjel s bratrem do Barcelony, kde začal studovat na přírodovědecké univerzitě. Dne 24. října 1874 Gaudí úspěšně složil všechny předepsané zkoušky, a mohl tak začít se studiem architektury na Escola Provincial d'Arquitektura. 15. března 1878 pak získal diplom architekta.
V roce 1878 navrhl svůj první dům (Casa Vicens pro majitele cihelny Manuela Vicens y Montaner). Nesnaží se napodobit žádný jiný styl, je naprosto originální, kombinuje hrubý kámen s cihlami a keramickými dlaždicemi, inspiruje se maurským stylem a zároveň vytváří vlastní ornamenty. Klíčovým se stalo jeho setkání s člověkem jménem Eusebi Güell. Ten se stal jeho hlavním mecenášem a díky němu vznikla mnohá jeho skvostná díla. V roce 1883 zahájil svůj vrcholný projekt, dosud nedostavěnou katedrálu Sagrada Família. V průběhu její stavby se zabýval i jinými díly, například Palácem rodiny Güellů, kde poprvé navrhoval i interiér, nebo Güellovým parkem, dodnes jedním z klenotů Barcelony. Od roku 1914 až do své smrti v roce 1926 se plně věnoval stavbě katedrály Sagrada Familia. Jeho posledním přáním bylo, aby byla postavena čistě z darovaných peněz. Proto se staví dodnes — předpokládaný rok dostavby má být rok 2026.
Žil samotářsky, značně asketicky a v naprosté oddanosti své umělecké práci, nikdy se neoženil. Dne 7. června 1926 utrpěl těžká zranění při srážce s tramvají, když se prý zahleděl na Sagradu Familiu – zemřel o tři dny později. Kvůli svému chudému oděvu byl považován za žebráka, identifikoval ho až kaplan chrámu Svaté rodiny Mosén Gil Parés. Pochován je v kryptě chrámu Sagrada Familia.
Byl vegetarián, ne ale z etických, jako spíše ze zdravotních důvodů, trpěl totiž silným revmatismem.

## Stavby
Následující přehled obsahuje nejdůležitější stavby, na kterých se Guadí podílel; nejedná se o kompletní seznam architektovy práce. Většina z nich se nachází v Barceloně. Sedm z těchto staveb figuruje na seznamu světového kulturního dědictví UNESCO.
- Casa Vicens [p 1]
- Casa El Capricho, Comillas u Santanderu
- Colegio Teresiano
- Casa Calvet
- Krypta v Colònii Güell [p 1]
- Bellesguard
- Güellův park [p 1]
- Casa Batlló [p 1]
- Casa Milà [p 1]
- Sagrada Família [p 1]
- Palác Güell [p 1]
- Brána usedlosti Finca Miralles
- Katedrála Panny Marie (Palma de Mallorca) – spolupráce při rekonstrukci
- Biskupský palác v Astorze
- Casa de los Botines
- Güellovy vinné sklepy

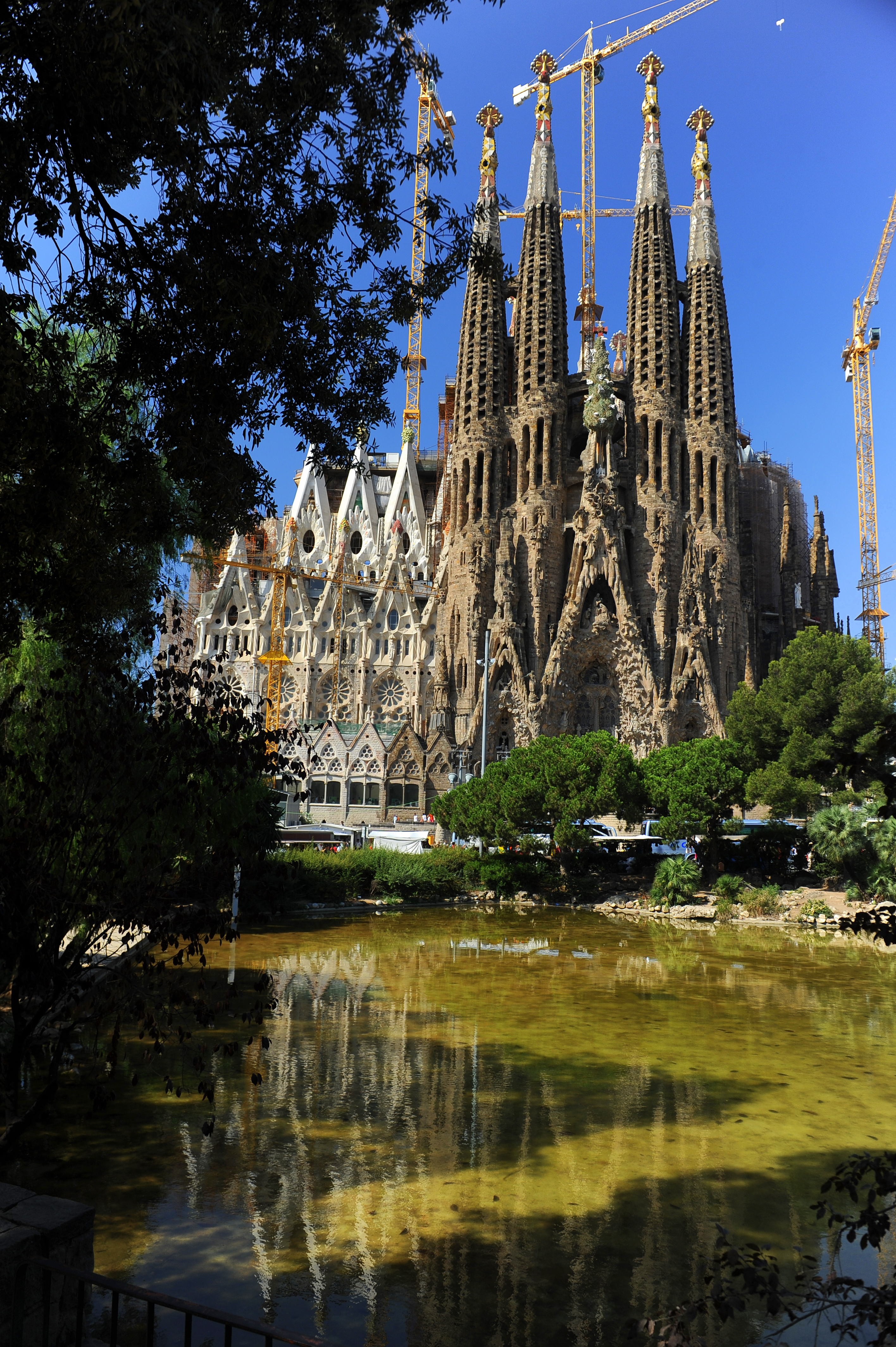
Sagrada Familia
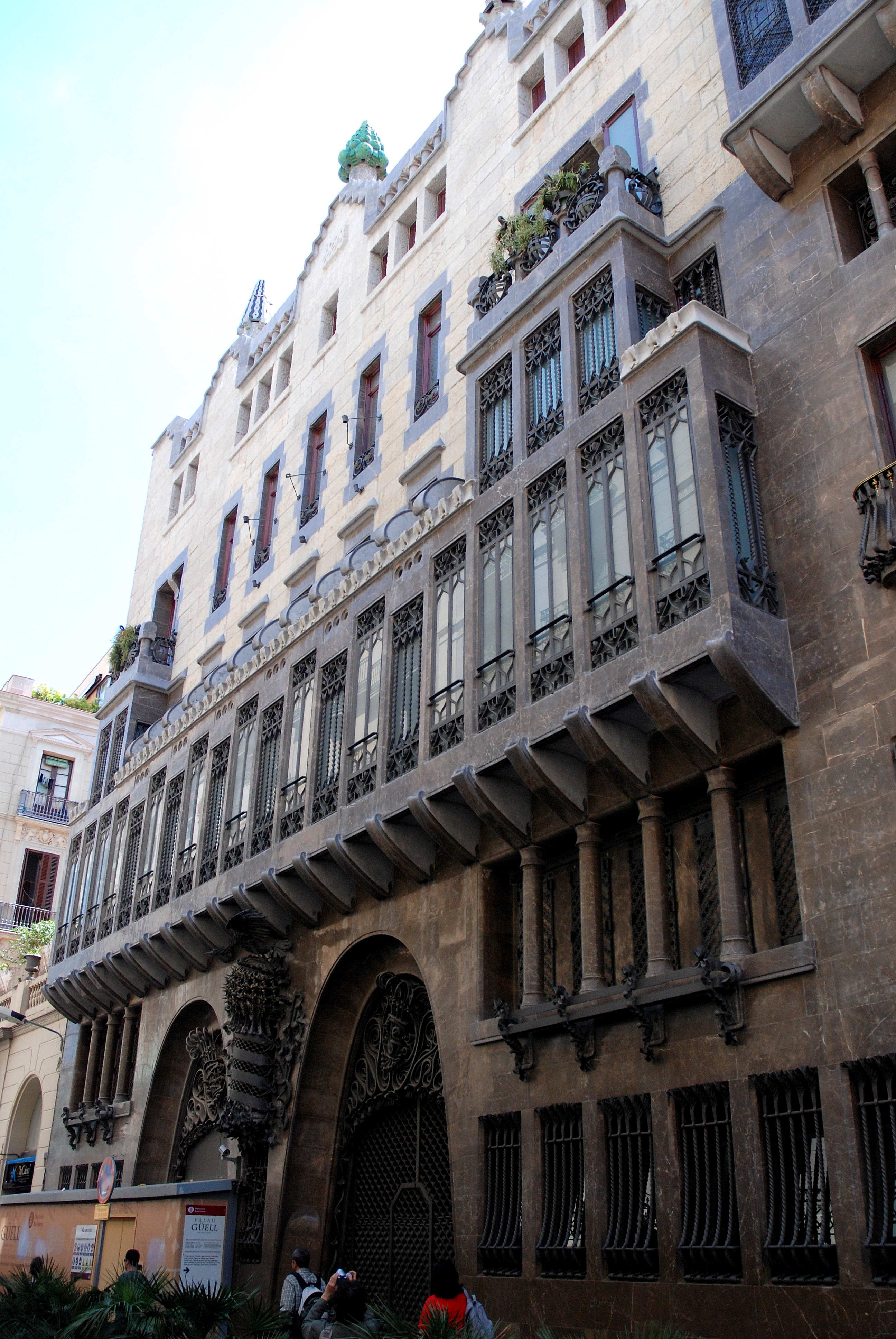
Palau Güell
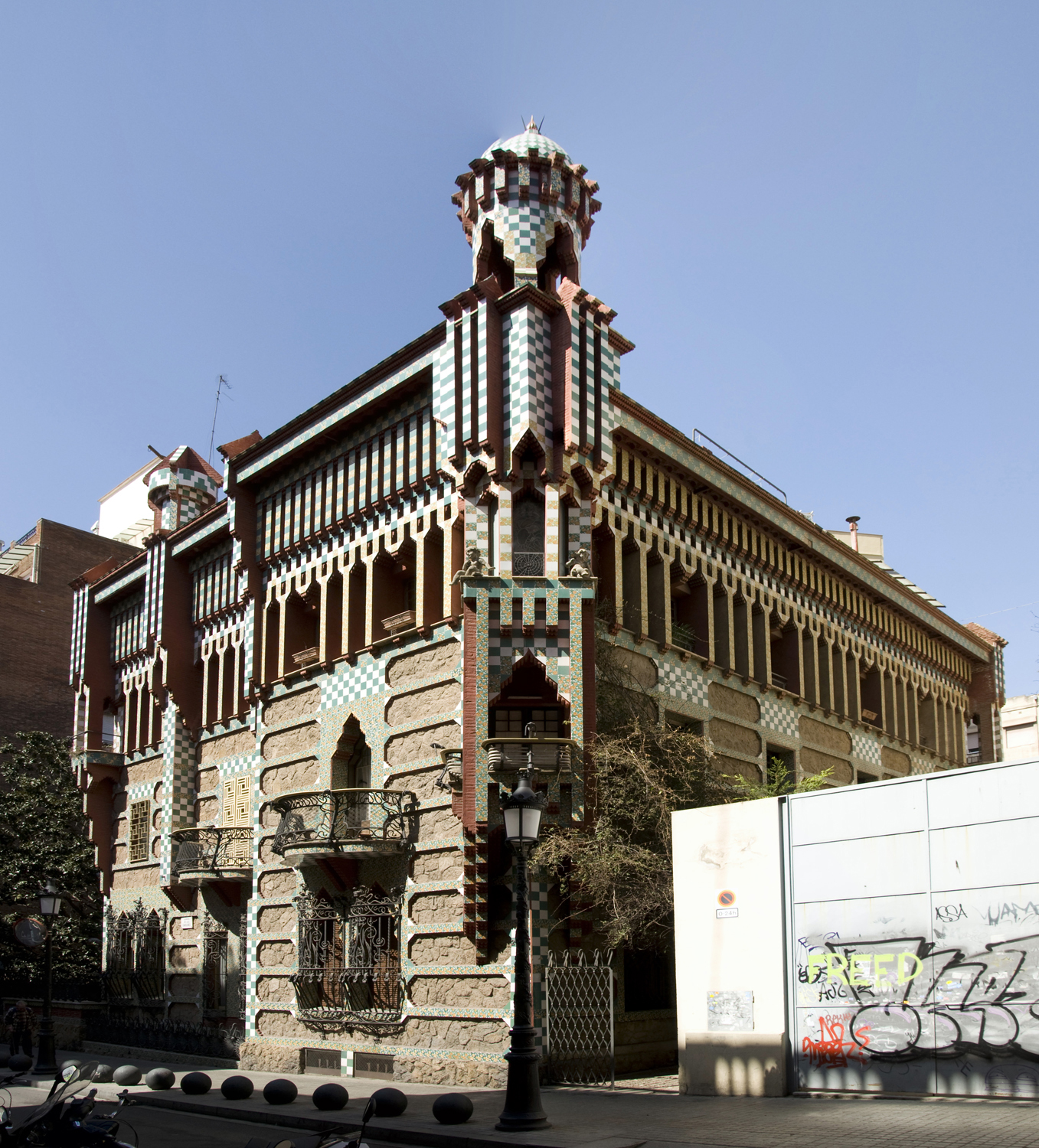
Casa Vicens
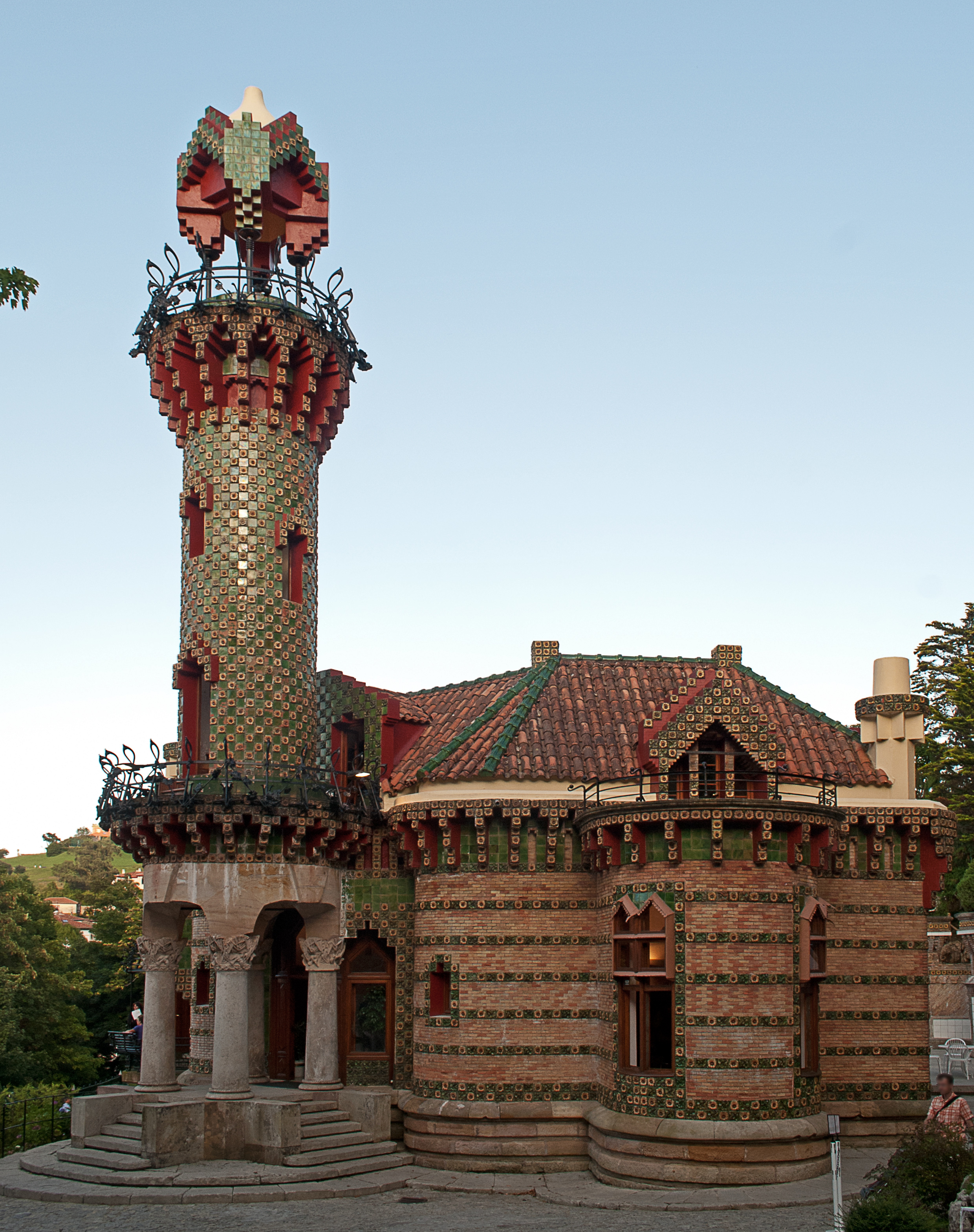
El Capricho
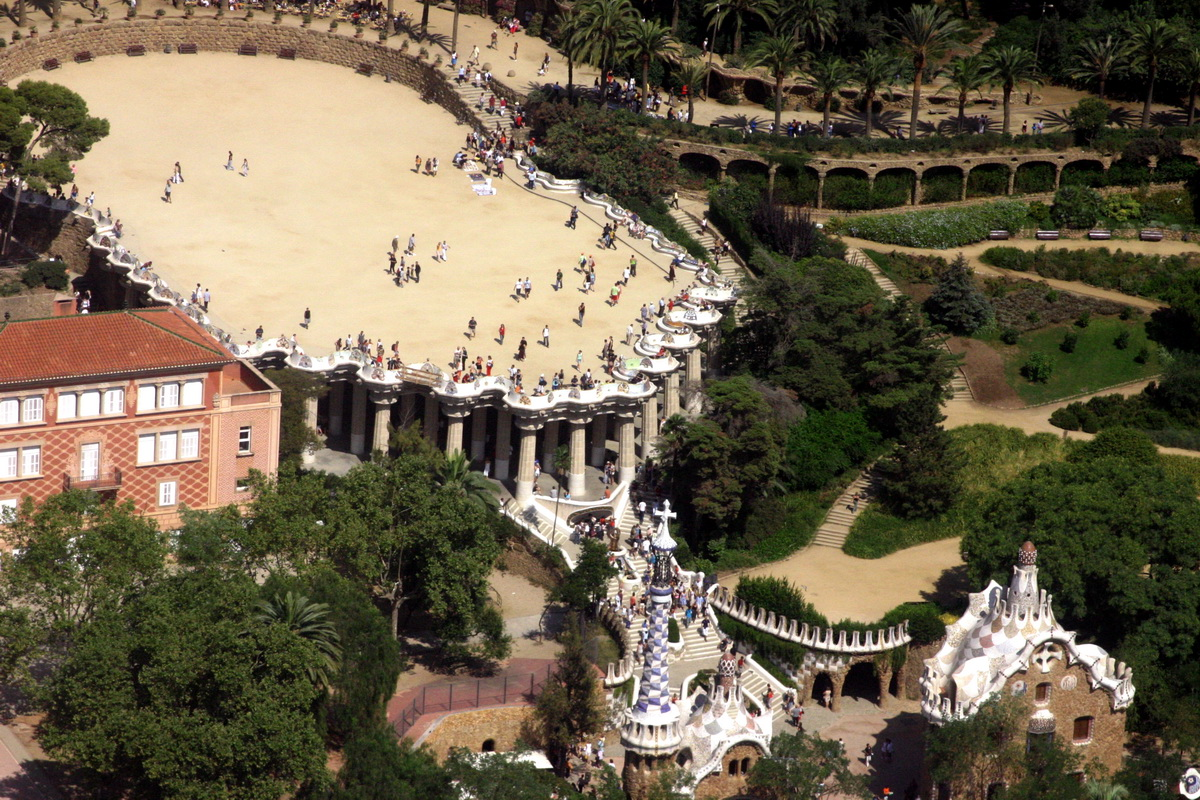
Güellův park

## Úcta
V katolické církvi probíhá proces jeho blahořečení, který započal dne 22. února 2000. Dne 14. dubna 2025 jej papež František podepsáním dekretu o jeho hrdinských ctnostech prohlásil za ctihodného.